# Cerodrillia arubensis
Cerodrillia arubensis is een slakkensoort uit de familie Drilliidae. De wetenschappelijke naam vis voor gepubliceerd in 2016 door Fallon.

## Omschrijving
De lengte van de schelp varieert tussen 7 en 8 mm.

## Verspreiding
Deze zeeslakkensoort komt voor de kust van Aruba voor.